# Hrvatski nogometni kup 2018./19.
Hrvatski nogometni kup 2018./19. je dvadeset i osmo izdanje Hrvatskog nogometnog kupa. U natjecanju sudjeluje ukupno 48 klubova. Prošlogodišnji pobjednik natjecanja za sezonu 2017./18. je Dinamo. 

## Sudionici
U natjecanju sudjeluje 48 klubova i to: 
- 16 najuspješnijih klubova po koeficijentu uspješnosti u natjecanju za Hrvatski nogometni kup u zadnjih pet godina
- 21 klub – pobjednici natjecanja za Županijski kup (pod rukovodstvom Županijskih nogometnih saveza)
- 11 klubova finalista natjecanja za Županijski kup iz 11 županijskih nogometnih saveza s najvećim brojem registriranih nogometnih klubova

Klubovi kvalificirani preko županijskih kupova startaju u natjecanju od pretkola, a preko koeficijenta od šesnaestine završnice
| županija               | klubovi plasirani preko koeficijenta                                                      | klubovi plasirani preko županijskih kupova              |
| ---------------------- | ----------------------------------------------------------------------------------------- | ------------------------------------------------------- |
| Bjelovarsko-bilogorska |                                                                                           | Bjelovar (III)                                          |
| Brodsko-posavska       |                                                                                           | Marsonia Slavonski Brod (III) Sloga Nova Gradiška (III) |
| Dubrovačko-neretvanska | GOŠK Dubrovnik 1919 (III)                                                                 | Jadran Luka Ploče (III)                                 |
| Istarska               | Istra 1961 Pula (I)                                                                       | Rovinj (IV) Rudar Labin (IV)                            |
| Karlovačka             |                                                                                           | Karlovac 1919 (IV)                                      |
| Koprivničko-križevačka | Slaven Belupo Koprivnica (I)                                                              | Koprivnica (III) Radnik Križevci (IV)                   |
| Krapinsko-zagorska     |                                                                                           | Zagorec Krapina (III)                                   |
| Ličko-senjska          |                                                                                           | Nehaj Senj (IV)                                         |
| Međimurska             |                                                                                           | Međimurje Čakovec (II) Nedelišće (IV)                   |
| Osječko-baranjska      | Osijek (I)                                                                                | BSK Bijelo Brdo (II) Višnjevac (IV)                     |
| Požeško-slavonska      |                                                                                           | Slavija Pleternica (III)                                |
| Primorsko-goranska     | Rijeka (I)                                                                                | Krk (III)                                               |
| Sisačko-moslavačka     |                                                                                           | Segesta Sisak (IV) Libertas Novska (V)                  |
| Splitsko-dalmatinska   | Hajduk Split (I) Split (III)                                                              | Sloga Mravince (IV)                                     |
| Šibensko-kninska       | Šibenik (II)                                                                              | Zagora Unešić (III)                                     |
| Varaždinska            |                                                                                           | Varaždin (II) Bednja Beletinec (IV)                     |
| Virovitičko-podravska  |                                                                                           | Pitomača (IV) Suhopolje (V)                             |
| Vukovarsko-srijemska   | Cibalia Vinkovci (III)                                                                    | Vukovar 1991 (III) Graničar Županja (IV)                |
| Zadarska               | Zadar (III)                                                                               | Primorac Biograd na Moru (III)                          |
| Grad Zagreb            | Dinamo Zagreb (I) Lokomotiva Zagreb (I) Zagreb (III)                                      | Hrvatski dragovoljac Zagreb (II) Vrapče Zagreb (IV)     |
| Zagrebačka             | Inter Zaprešić (I) Vinogradar Mladina (Lokošin Dol) (III) Zelina (Sveti Ivan Zelina) (IV) | Kurilovec Velika Gorica (III) Sava Strmec (IV)          |

U zagradama prikazan rang lige u kojoj klub nastupa u sezoni 2018./19.

## Kalendar natjecanja
Natjecanje Hrvatski nogometni kup u sezoni 2018./19. započinje 29. kolovoza 2018., a završava u svibnju 2019. godine.
| Dio natjecanja | Datum               | Broj parova | Broj klubova | Broj novopriključenih klubova | Golovi / Utakmica |
| -------------- | ------------------- | ----------- | ------------ | ----------------------------- | ----------------- |
| Pretkolo       | 29. kolovoza 2018.  | 16          | 48 → 32      | 32                            | 56 / 16           |
| Prvi dio       | 26. rujna 2018.     | 16          | 32 → 16      | 16                            | 55 / 16           |
| Drugi dio      | 31. listopada 2018. | 8           | 16 → 8       | nema                          | 30 / 8            |
| Četvrtfinale   | 5. prosinca 2018.   | 4           | 8 → 4        | nema                          | 10 / 4            |
| Polufinale     | 24. travnja 2019.   | 2           | 4 → 2        | nema                          | 5 / 2             |
| Finale         | 22. svibnja 2019.   | 1           | 2 → 1        | nema                          | 4 / 1             |

## Rezultati

### Pretkolo
Ždrijeb parova pretkola kupa, u kojem sudjeluju 32 kluba kvalificirana preko županijskih kupova, je održan 1. kolovoza 2018. godine. Utakmice su na rasporedu 29. kolovoza 2018. s početkom u 16 sati, a klubovi suglasni oko promjene termina mogu odigrati utakmice i ranije.
| Par | Datum              | Mjesto odigravanja | Domaća momčad        | Rezultat  | Gostujuća momčad      | Dodatno   |
| --- | ------------------ | ------------------ | -------------------- | --------- | --------------------- | --------- |
| 1.  | 18. kolovoza 2018. | Biograd n/m        | Primorac             | 3 : 1     | Zagora                | Izvještaj |
| 2.  | 21. kolovoza 2018. | Labin              | Rudar                | 0 : 3     | Krk                   | Izvještaj |
| 3.  | 28. kolovoza 2018. | Zagreb             | Hrvatski dragovoljac | 0 : 3     | Varaždin              | Izvještaj |
| 4.  | 28. kolovoza 2018. | Senj               | Nehaj                | 4 : 1     | Graničar              | Izvještaj |
| 5.  | 29. kolovoza 2018. | Beletinec          | Bednja               | 2 : 0     | Pitomača              | Izvještaj |
| 6.  | 29. kolovoza 2018. | Suhopolje          | Suhopolje            | 2 : 3     | Kurilovec             | Izvještaj |
| 7.  | 29. kolovoza 2018. | Pleternica         | Slavija              | 1 : 0     | Segesta               | Izvještaj |
| 8.  | 29. kolovoza 2018. | Koprivnica         | Koprivnica           | 1 : 2     | Sloga (Mravince)      | Izvještaj |
| 9.  | 29. kolovoza 2018. | Križevci           | Radnik Križevci      | 2 : 0     | Rovinj                | Izvještaj |
| 10. | 29. kolovoza 2018. | Krapina            | Zagorec              | 9 : 0     | Libertas              | Izvještaj |
| 11. | 29. kolovoza 2018. | Višnjevac          | Višnjevac            | 1 : 2     | Vrapče                | Izvještaj |
| 12. | 29. kolovoza 2018. | Bijelo Brdo        | BSK                  | 3 : 4 (p) | Vukovar 1991          | Izvještaj |
| 13. | 29. kolovoza 2018. | Ploče              | Jadran LP            | 1 : 0     | Bjelovar              | Izvještaj |
| 14. | 29. kolovoza 2018. | Čakovec            | Međimurje            | 5 : 0     | Sava (Strmec)         | Izvještaj |
| 15. | 29. kolovoza 2018. | Nedelišće          | Nedelišće            | 2 : 4     | Sloga (Nova Gradiška) | Izvještaj |
| 16. | 29. kolovoza 2018. | Karlovac           | Karlovac 1919        | 1 : 2     | Marsonia              | Izvještaj |

### Prvi dio - šesnaestina finala
Prvi dio natjecanja na rasporedu je 26. rujna 2018. godine u 15:30h, no između klubova moguće je odigravanje utakmica i u drugom terminu.
| Par | Datum           | Vrijeme | Mjesto odigravanja | Domaća momčad         | Rezultat    | Gostujuća momčad    | Dodatno   |
| --- | --------------- | ------- | ------------------ | --------------------- | ----------- | ------------------- | --------- |
| 1.  | 18. rujna 2018. | 15:30   | Beletinec          | Bednja                | 0 : 3       | Inter Zaprešić      | Izvještaj |
| 2.  | 19. rujna 2018. | 15:30   | Krapina            | Zagorec               | 0 : 3       | Osijek              | Izvještaj |
| 3.  | 25. rujna 2018. | 15:30   | Kurilovec          | Kurilovec             | 0 : 2       | Slaven Belupo       | Izvještaj |
| 4.  | 25. rujna 2018. | 15:30   | Vukovar            | Vukovar 1991          | 3 : 5 (pr.) | Zadar               | Izvještaj |
| 5.  | 26. rujna 2018. | 15:30   | Mravince           | Sloga (Mravince)      | 0 : 1       | Dinamo              | Izvještaj |
| 6.  | 26. rujna 2018. | 15:30   | Križevci           | Radnik Križevci       | 0 : 9       | Rijeka              | Izvještaj |
| 7.  | 26. rujna 2018. | 15:30   | Zagreb             | Vrapče                | 0 : 2       | Hajduk              | Izvještaj |
| 8.  | 26. rujna 2018. | 15:30   | Ploče              | Jadran LP             | 3 : 1       | Split               | Izvještaj |
| 9.  | 26. rujna 2018. | 15:30   | Biograd n/m        | Primorac              | 0 : 1       | Lokomotiva          | Izvještaj |
| 10. | 26. rujna 2018. | 15:30   | Nova Gradiška      | Sloga (Nova Gradiška) | 2 : 4       | Istra 1961          | Izvještaj |
| 11. | 26. rujna 2018. | 15:30   | Krk                | Krk                   | 1 : 0       | Cibalia             | Izvještaj |
| 12. | 26. rujna 2018. | 15:30   | Pleternica         | Slavija               | 0 : 4       | Vinogradar          | Izvještaj |
| 13. | 26. rujna 2018. | 15:30   | Slavonski Brod     | Marsonia              | 3 : 0       | Zagreb              | Izvještaj |
| 14. | 26. rujna 2018. | 15:30   | Senj               | Nehaj                 | 4 : 6 (p)   | Šibenik             | Izvještaj |
| 15. | 26. rujna 2018. | 15:30   | Sveti Ivan Zelina  | Zelina                | 2 : 0       | GOŠK Dubrovnik 1919 | Izvještaj |
| 16. | 26. rujna 2018. | 18:00   | Varaždin           | Varaždin              | 2 : 0       | Međimurje           | Izvještaj |

### Drugi dio - osmina finala
Drugi dio natjecanja na rasporedu je 31. listopada 2018. godine.
| Par | Datum               | Vrijeme | Mjesto odigravanja | Domaća momčad  | Rezultat    | Gostujuća momčad | Dodatno   |
| --- | ------------------- | ------- | ------------------ | -------------- | ----------- | ---------------- | --------- |
| 1.  | 30. listopada 2018. | 17:00   | Zadar              | Zadar          | 1 : 3       | Lokomotiva       | Izvještaj |
| 2.  | 31. listopada 2018. | 14:00   | Sveti Ivan Zelina  | Zelina         | 0 : 4       | Dinamo           | Izvještaj |
| 3.  | 31. listopada 2018. | 14:00   | Slavonski Brod     | Marsonia       | 0 : 1       | Slaven Belupo    | Izvještaj |
| 4.  | 31. listopada 2018. | 14:00   | Jastrebarsko       | Vinogradar     | 4 : 2       | Jadran LP        | Izvještaj |
| 5.  | 31. listopada 2018. | 14:00   | Krk                | Krk            | 1 : 5       | Osijek           | Izvještaj |
| 6.  | 31. listopada 2018. | 16:00   | Šibenik            | Šibenik        | 1 : 2 (pr.) | Hajduk           | Izvještaj |
| 7.  | 31. listopada 2018. | 17:00   | Zaprešić           | Inter Zaprešić | 2 : 1       | Istra 1961       | Izvještaj |
| 8.  | 31. listopada 2018. | 19:00   | Varaždin           | Varaždin       | 1 : 2       | Rijeka w         | Izvještaj |

### Četvrtfinale
Četvrtfinala natjecanja na rasporedu su 4. prosinca i 5. prosinca 2018. godine. 
| 4. prosinca 2018. 17:00        |           |            |                                                                           |
| Inter Zaprešić                 | 3 : 0     | Vinogradar | ŠRC Zaprešić, Zaprešić Broj gledatelja: 490 Sudac: Ivan Vučković (Zagreb) |
| 12' Andrić 22' Muhar 76' Bosec | Izvještaj |            | ŠRC Zaprešić, Zaprešić Broj gledatelja: 490 Sudac: Ivan Vučković (Zagreb) |

| 4. prosinca 2018. 19:30 |           |                      |                                                                                  |
| Lokomotiva              | 1 : 2     | Rijeka               | Stadion Kranjčevićeva, Zagreb Broj gledatelja: 650 Sudac: Damir Batinić (Osijek) |
| 19' Radonjić            | Izvještaj | Heber 54' Gorgon 65' | Stadion Kranjčevićeva, Zagreb Broj gledatelja: 650 Sudac: Damir Batinić (Osijek) |

| 5. prosinca 2018. 17:00 |           |             |                                                                                          |
| Osijek                  | 2:1       | Hajduk      | Stadion Gradski vrt, Osijek Broj gledatelja: 3.345 Sudac: Igor Pajač (Sveti Ivan Zelina) |
| 27' Bočkaj 39' Henty    | Izvještaj | Gyurcsó 64' | Stadion Gradski vrt, Osijek Broj gledatelja: 3.345 Sudac: Igor Pajač (Sveti Ivan Zelina) |

| 5. prosinca 2018. 19:30 |           |               |                                                                                       |
| Dinamo                  | 1:0       | Slaven Belupo | Stadion Maksimir, Zagreb Broj gledatelja: 1.687 Sudac: Tihomir Pejin (Donji Miholjac) |
| 22' Oršić               | Izvještaj |               | Stadion Maksimir, Zagreb Broj gledatelja: 1.687 Sudac: Tihomir Pejin (Donji Miholjac) |

### Polufinale
Polufinalna natjecanja na rasporedu su 24. travnja 2019. godine.
| 24. travnja 2019. 17:00 |           |        |                                                                            |
| Dinamo                  | 2:0       | Osijek | Stadion Maksimir, Zagreb Broj gledatelja: 3.483 Sudac: Ivan Bebek (Rijeka) |
| 18' Olmo 90+1' Šunjić   | Izvještaj |        | Stadion Maksimir, Zagreb Broj gledatelja: 3.483 Sudac: Ivan Bebek (Rijeka) |

| 24. travnja 2019. 17:00 |           |                      |                                                                            |
| Inter Zaprešić          | 1:2       | Rijeka               | ŠRC Zaprešić, Zaprešić Broj gledatelja: 2.463 Sudac: Mario Zebec (Cestica) |
| 90+1' Brezovec          | Izvještaj | Murić 30' Lončar 86' | ŠRC Zaprešić, Zaprešić Broj gledatelja: 2.463 Sudac: Mario Zebec (Cestica) |

### Finale
Finale Hrvatskog nogometnog kupa za sezonu 2018./2019. na rasporedu je 22. svibnja 2019. godine.
| 22. svibnja 2019. 18:00 |           |                                    |                                                                                 |
| Dinamo                  | 1:3       | Rijeka                             | Stadion Aldo Drosina, Pula Broj gledatelja: 6.742 Sudac: Damir Batinić (Osijek) |
| 64' Oršić               | Izvještaj | Čolak 13' Halilović 39' Kvržić 85' | Stadion Aldo Drosina, Pula Broj gledatelja: 6.742 Sudac: Damir Batinić (Osijek) |

## Poveznice
- 1. HNL 2018./19.
- 2. HNL 2018./19.
- 3. HNL 2018./19.
- 4. rang HNL-a 2018./19.
- 5. rang HNL-a 2018./19.
- 6. rang HNL-a 2018./19.
- 7. rang HNL-a 2018./19.
- 8. rang HNL-a 2018./19.

## Vanjske poveznice
- Službena stranica Hrvatskog nogometnog saveza: Hrvatski kup